# Maglegårds Sogn
Maglegårds Sogn er et sogn i Gentofte Provsti (Helsingør Stift). Sognet ligger i Gentofte Kommune (Region Hovedstaden). Indtil Kommunalreformen i 2007 lå det i Gentofte Kommune (Københavns Amt), og indtil Kommunalreformen i 1970 lå det i Sokkelund Herred (Københavns Amt). I Maglegårds Sogn ligger Messiaskirken.
Maglegårds Sogn blev udskilt 1. juli 1918 af Hellerup Sogn og Gentofte Sogn.

## Befolkning
Indbyggertal ifølge folketællingerne:
| År   | Indbyggere |
| ---- | ---------- |
| 1950 | 7.651      |
| 1955 | 7.809      |
| 1960 | 7.471      |
| 1965 | 7.047      |
| 1970 | 6.514      |
| 1976 | 5.831      |
| 1981 | 5.812      |